# SpaceX Crew-5
SpaceX Crew-5 foi o quinto voo operacional do Programa de Tripulações Comerciais de uma espaçonave Crew Dragon, e o oitavo voo orbital tripulado, lançado no dia 5 de outubro de 2022. A missão Crew-5 transportou quatro membros da tripulação para a Estação Espacial Internacional (EEI). Em outubro de 2021, dois astronautas da NASA e um astronauta JAXA foram designados para a missão, com um quarto astronauta nomeado posteriormente. Todos os três membros da tripulação atualmente designados foram escolhidos após atrasos para o Boeing CST-100 Starliner. A comandante Nicole Mann foi transferida para o voo da missão Boe-CFT da Boeing, enquanto o piloto Josh Cassada e o especialista da missão Koichi Wakata foram transferidos do Boeing Starliner-1.

## Tripulação
Esta foi a primeira missão da Dragon com uma tripulante da Rússia, Anna Kikina, assim sendo parte do sistema de rotação da Soyuz-Dragon que permite a existência de pelo menos um tripulante da NASA e da Roscosmos nas missões de longa duração. Isso permite que ambos os países tenham uma presença na estação e a habilidade de manter seus sistemas separados, caso a Soyuz ou os veículos comerciais dos EUA fiquem desabilitados por um longo período. A presença de Kikina foi confirmada no dia 15 de julho de 2022.
Principal
| Posição                  | Tripulantes        |
| ------------------------ | ------------------ |
| Comandante da espaçonave | Nicole Aunapu Mann |
| Piloto                   | Josh A. Cassada    |
| Especialista de missão 1 | Koichi Wakata      |
| Especialista de missão 2 | Anna Kikina        |

Suplente
| Posição                  | Astronauta     |
| ------------------------ | -------------- |
| Comandante da espaçonave | A definir      |
| Piloto                   | A definir      |
| Especialista de missão 1 | A definir      |
| Especialista de missão 2 | Andrei Fediaev |

## Missão
A quinta missão operacional da SpaceX no Programa de Tripulação Comercial foi lançada no dia 5 de outubro de 2022. A acoplagem ocorreu no dia seguinte.